# Gubbens tjärn
Gubbens tjärn är en sjö i Leksands kommun i Dalarna och ingår i Dalälvens huvudavrinningsområde.